# Lesueurborstelstaartkangoeroerat
De Lesueurborstelstaartkangoeroerat (Bettongia lesueur) is een zoogdier uit de familie van de kangoeroeratten (Potoroidae). De wetenschappelijke naam van de soort werd voor het eerst geldig gepubliceerd door Quoy & Gaimard in 1824.

## Kenmerken
De Lesueurborstelstaartkangoeroerat is een gedrongen kangoeroerat met een dichte vacht die aan de bovenkant van het lichaam geelbruin en aan de onderkant wat lichter is. De bek en de oren zijn kort. De korte, dikke staart is grotendeels geelbruin. Op Bernier en Dorre bedraagt de kop-romplengte rond de 360 mm, de staartlengte ongeveer 280 mm en het gewicht 900 tot 1600 g, op Barrow bedraagt de kop-romplengte circa 280 mm, de staartlengte ongeveer 215 mm en het gewicht tot 980 g.

## Leefwijze
Deze soort is 's nachts actief, leeft op de grond en is een omnivoor: hij eet onder andere schimmels, bladeren, bloemen, zaden, fruit, geleedpotigen. De Lesueurborstelstaartkangoeroerat is de enige kangoeroerat die vaak holen graaft. Deze soort beweegt zich altijd alleen op de achterpoten voort.

## Voortplanting
Vrouwtjes krijgen tot drie jongen per jaar, die in alle maanden geboren kunnen worden.

## Verspreiding
Deze soort komt voor op de eilanden Bernier, Dorre (Shark Bay) en Barrow en Boodie (Pilbara) voor de kust van West-Australië. Deze soort kwam vroeger wijdverspreid voor in de droge delen van Australië, oostelijk tot het midden van New South Wales, maar daar is hij nu uitgestorven.